# آنا خارا
آنا خارا (انگلیسی: Ana Jara؛ زادهٔ ۱۱ مهٔ ۱۹۶۸) یک سیاست‌مدار اهل پرو است.وی از ژوئیه ۲۰۱۴ تا آوریل ۲۰۱۵ نخست‌وزیر این کشور بود.